# Rachael Stirling
Rachael Atlanta Stirling (Londen, 30 mei 1977) is een Brits actrice.
Stirling werd geboren in Londen, als enig kind van de Schotse landeigenaar Archibald Stirling, en de actrice Diana Rigg. Haar ouders zijn gescheiden in 1990, haar moeder overleed in 2020. Ze groeide op in Londen en Schotland, en studeerde kunstgeschiedenis aan de University of Edinburgh.
In 1997 maakte ze haar toneeldebuut in Othello bij het National Youth Theatre. Haar filmdebuut was een jaar later, in de komedie Still Crazy over een jaren zeventig rockband.

## Televisie
- Agatha Christie's Marple: The murder at the vicarage (2004) (als Griselda Clement)
- Agatha Christie's Poirot: Five little Pigs (2003) (als Caroline Crale)
- Bait (2002)
- Tipping the Velvet (2002) (als Nan Astley)
- Othello (als Lulu )
- In the Beginning (2000) (als Young Rebeccah)

## Film
- Snow White and the Huntsman (2012) - Anna
- Centurion (2010) - Druzilla
- Redemption Road (2001) (als Becky)
- The Triumph of Love (2001) (als Hermidas/Corine)
- Another Life (2001) (als Avis Graydon)
- Complicity (2000) (als Claire)
- Maybe Baby (2000) (als Joanna)
- Still Crazy (1998) (als Clare Knowles)